# Терехова, Татьяна Геннадьевна
Татья́на Генна́дьевна Те́рехова (Бережна́я) (род. 1952, Ленинград) — российская артистка балета и балетный педагог. Народная артистка РСФСР (1983).

## Биография
Родилась 21 января 1952 года в Ленинграде. В 1970 году окончила Ленинградское хореографическое училище (педагог Елена Ширипина) и была принята в Мариинский театр, где исполняла ведущие партии.
Её супругом и партнёром был Сергей Бережной (1949—2011).

## Балетные партии
- «Лебединое озеро» П. И. Чайковского — Одетта-Одиллия
- «Каменный цветок» С. С. Прокофьева — Хозяйка Медной горы
- «Сильфида» Ж. Шнейцхоффера — Сильфида
- «Спящая красавица» П. И. Чайковского — Аврора и Фея Бриллиантов
- «Пахита» Людвига Минкуса — Солистка
- «Дон Кихот» Людвига Минкуса — Китри
- «Пламя Парижа» Б. В. Асафьева — Жанна
- «Лауренсия» А. А. Крейна, хореография В. Чабукиани — Лауренсия
- «Баядерка» Людвига Минкуса — Гамзатти
- «Шурале» Ф. Яруллина — Сюимбике

## Признание и награды
- Лауреат Международного конкурса артистов балета в Москве (1977)[1]
- заслуженная артистка РСФСР (1979)
- народная артистка РСФСР (1983)
- Лауреат Международного конкурса артистов балета в Осаке (1984)[1]
- Медаль ордена «За заслуги перед Отечеством» II степени (12 октября 2010 года) — За заслуги в развитии отечественной культуры и искусства, многолетнюю плодотворную деятельность[2].